# Luther Blissett
Luther Loide Blissett (ur. 1 lutego 1958 w Falmouth na Jamajce) – angielski piłkarz i trener, w latach 80. reprezentant Anglii.
Jeden z pierwszych czarnoskórych graczy w angielskim zespole narodowym. Zadebiutował w nim w październiku 1983 r. (wygrana 2:1 z RFN). W swoim drugim meczu, z Luksemburgiem (wygranym 9:0), strzelił 3 bramki. Później nie strzelił już dla angielskiej drużyny ani jednego gola.

## Kariera piłkarska
Blissett rozpoczął karierę piłkarską w roku 1975, w angielskim Watford F.C. Grał w tym zespole do roku 1983, strzelając 95 bramek, z czego 27 w sezonie 1982/1983. Latem 1983 r. przeszedł do włoskiego A.C. Milan za kwotę jednego miliona funtów brytyjskich. W Mediolanie nie spisywał się już tak dobrze. Zagrał w 30 spotkaniach, strzelając 5 goli. Po jednym sezonie we Włoszech powrócił do Watford za kwotę 550 tysięcy funtów. Grał w tym klubie do roku 1988, strzelając 44 bramki w 127 meczach. Następnie przeniósł się na 3 lata do A.F.C. Bournemouth, po czym po raz kolejny powrócił do Watford. Karierę zakończył w roku 1994, zaliczając jeszcze grę w klubach: West Bromwich Albion F.C., Bury F.C., Mansfield Town i irlandzkim Derry City F.C.

## Kariera szkoleniowa
W roku 1996 Luther Blissett został trenerem Watford. Na swoim stanowisku wytrwał 5 lat, odszedł po przybyciu nowego menedżera zespołu, Gianluki Viallego, który całkowicie wymienił kadrę szkoleniową drużyny. W kwietniu 2002 r. objął stanowisko trenera w zespole York City. Od lutego 2006 r. jest menedżerem klubu jednej z niższych lig, Chesham United.

### Projekt "Luther Blissett"
- Imię i nazwisko Luthera Blissetta zostało zaadaptowane przez radykalne grupy aktywistów kulturowych (najpierw we Włoszech, potem w innych krajach), którzy, posługując się tym nazwiskiem, organizowali alternatywne spektakle kulturalne, inicjatywy medialne, a także wydawali "podziemne" czasopisma i książki (jak np. Q. Taniec śmierci, wydana również po polsku, która stała się międzynarodowym bestsellerem).
- 30 czerwca 2004 r. prawdziwy Luther Blissett wziął udział w jednym z brytyjskich sportowych show - Fantasy Football League. Zadeklarował się tam jako członek Projektu, wygłaszając w języku włoskim jego manifest.